# Black River Falls
Black River Falls (Hoocąk: Nįoxawanį) és una població dels Estats Units a l'estat de Wisconsin. Segons el cens del 2000 tenia 3.618 habitants.

## Persones conegudes
- Mountain Wolf Woman (1884-1960)

## Demografia
Segons el cens del 2000, Black River Falls tenia 3.618 habitants, 1.563 habitatges, i 886 famílies. La densitat de població era de 442,1 habitants per km².
Dels 1.563 habitatges en un 25,8% hi vivien nens de menys de 18 anys, en un 43,4% hi vivien parelles casades, en un 10,2% dones solteres, i en un 43,3% no eren unitats familiars. En el 38% dels habitatges hi vivien persones soles el 19,6% de les quals corresponia a persones de 65 anys o més que vivien soles. El nombre mitjà de persones vivint en cada habitatge era de 2,15 i el nombre mitjà de persones que vivien en cada família era de 2,82.
Per edats la població es repartia de la següent manera: un 20,8% tenia menys de 18 anys, un 8,9% entre 18 i 24, un 24,2% entre 25 i 44, un 21,3% de 45 a 60 i un 24,8% 65 anys o més.
L'edat mediana era de 42 anys. Per cada 100 dones de 18 o més anys hi havia 81,3 homes.
La renda mediana per habitatge era de 33.555 $ i la renda mediana per família de 46.222 $. Els homes tenien una renda mediana de 31.481 $ mentre que les dones 18.519 $. La renda per capita de la població era de 21.532 $. Aproximadament el 3,7% de les famílies i el 7,7% de la població estaven per davall del llindar de pobresa.

## Poblacions més properes
El següent diagrama mostra les poblacions més properes.